# Miguel Iza
Miguel Iza Deza (Lima, 6 de enero de 1968) es un actor y director de teatro peruano. Empezó a hacer teatro el año 1983 y a dirigir en el año 1996.

## Biografía
Formado como actor en la Escuela Nacional Superior de Arte Dramático (ENSAD) y el Club de Teatro de Lima, empezó a hacer teatro en el año 1983 y a dirigir en el año 1996.
Debutó en el cine en 1985, con la película La ciudad y los perros—adaptación cinematográfica del libro de Mario Vargas Llosa—donde interpretó a Arrospide.
En 1999 actuó en el filme para televisión Y si te vi, no me acuerdo.
En el año 2000 apareció en el filme estadounidense Prueba de vida del director Taylor Hackford. En 2003 viajó a Francia, donde participó en tres montajes, dirigidos por Gilbert Rouvière, que estuvieron de gira por diversas ciudades de ese país. Como director, presentó entre otras, Tres historias de mar —en Barcelona y Buenos Aires— y El día de la luna.
En 2008 protagonizó la película El acuarelista. En 2009 dirigió la obra Caricias, y actuó en las películas La ruta de los aviones, Tarata del director Fabrizio Aguilar, y Cu4tro de Frank Pérez-Garland.
Iza, seguidamente actuó en las obras de teatro Macbeth, Lorenzaccio, Desvío 2, Traición, En casa/En Kabul y El método Grönholm.
En 2009 dirigió la obra Caricias, y apareció en el filme Cu4tro del director Frank Pérez-Garland.
En 2010 actuó en Cocina y zona de servicio, Agosto (Condado de Osage) —adaptación de August: Osage County de Tracy Letts—, e interpretó al Conde de Guiche en la obra Cyrano de Bergerac
En 2011 actuó en las obras Los últimos días de Judas Iscariote—donde interpretó a Satán— y Por accidente, en la telenovela Lalola y protagonizó el cortometraje ¡Una carrerita, Doctor!.
En abril de 2012, interpretó al Conde Drácula en la adaptación de la obra Drácula de Bram Stoker. Seguidamente, actuó en la obra La falsa criada bajo la dirección de Alberto Ísola.
En febrero de 2013 actuó en la obra Proyección privada, bajo la dirección de Gilbert Rouvière. En mayo, Iza participará en la obra Casa de muñecas.
Iza apareció en la película El limpiador en 2013, del director Adrián Saba.
Participó en la lectura dramatizada El análisis de "Sala de parto" de Teatro La Plaza. Seguidamente protagonizó la obra Ricardo III.

## Filmografía

### Películas
- La ciudad y los perros (1985) como Arrospide.
- Y si te vi, no me acuerdo (1999) como Lagartija.
- Coraje (1999) como terrorista #1.
- Una 45 para los gastos del mes (2000; corto) como José.
- Prueba de vida (2000) como ELT Officer.
- El bien esquivo (2001) como teniente.
- Django: la otra cara (2002) como Loco Julián.
- Ojos que no ven (2003) como Antonio Polanco.
- Chicha tu madre (2006) como el loco del clavo.
- Peloteros (2006)
- El acuarelista (2008) como el Señor T.
- La ruta de los aviones (2009) como Sujeto.
- Cu4tro (2009) como Víctor.
- Tarata (2009) como Daniel Valdivia.
- Sueños de América (2010; corto)
- ¡Una carrerita, doctor! (2011; corto) como el doctor Ramón Morán.
- Educación física! (2012; corto)
- El limpiador (2012)
- Calichín (2016) como el profesor Miranda.
- Aj, Zombies! (2017) como el Borracho.
- Rosa mística (2018) como Gaspar Flores.
- Caiga quien caiga (2018) como Vladimiro Montesinos.
- Larga distancia (2019) como Miguel.
- Rómulo y Julita (2020) como Rómulo.

### Televisión
- No hay porqué llorar (1985) Raphael
- Mala mujer (1991)
- El espejo de mi vida (1993)
- Tatán (1994)
- Los de arriba y los de abajo (1994–95) como Wilfrido Jirón "Pejerrey".
- Los unos y los otros (1995) Santiago
- Tribus de la calle (1996)
- Todo se compra, todo se vende (1997)
- Apocalipsis (1998) como Ruperto.
- Amor Serrano (1998)
- Qué buena raza (2002–03) como Abdullah.
- Camote y Paquete, aventura de Navidad (2006–07) como el Falso Tutor de Camote.
- Lalola (2011) como Gastón Zack.
- La Perricholi (2012) Participación especial.
- La Tayson, corazón rebelde (2012) como Néstor.
- 7 perros (2014) como padre.
- Comando Alfa (2014)
- Junta de vecinos (serie de televisión) (2021)

## Teatro
Créditos como actor
- Tetralenon de Pacificilina (1992)
- Metamorfosis (1993)
- ¿Quieres estar conmigo? (1994)
- Los ángeles terribles (1994)
- Hamlet (1995)
- Sexo, Pudor y Lágrimas (1996)
- Cuatro X (1997)
- Casamiento (1998)
- En casa/En Kabul (2008)
- Traición (2008) como Robert
- Occidente (2009)
- El método Grönholm (2009)
- Cocina y zona de servicio (2010) como Jorge.
- Agosto (Condado de Osage) (2010)
- Cyrano de Bergerac (teatro) (2010) Conde de Guiche.
- Los últimos días de Judas Iscariote (2011) como Satán.
- Por accidente (2011) como Figueroa.
- Drácula (2012) como Conde Drácula.
- La falsa criada (2012)
- Proyección privada (2013) como El hombre.
- Casa de muñecas (obra de teatro) (2013)
- El método Grönholm (2013)
- Ricardo III (obra de teatro) (2013–14) como Ricardo.

Créditos como director
- Tres historias de mar
- El Día de la Luna
- Cristo Light
- Los Charcos Sucios de la Ciudad
- Caricias (2009)

## Premios y nominaciones
| Año  | Premio                       | Categoría             | Trabajo     | Resultado |
| ---- | ---------------------------- | --------------------- | ----------- | --------- |
| 2013 | Premios Luces de El Comercio | Mejor actor de teatro | Ricardo III | Nominado  |